# Коп
Коп е името на трибуна, която е част от стадиона „Анфийлд“ на английския футболен отбор Ливърпул. Строежът по нея е завършен на 25 август 1928 г., но всъщност тя функционира от 1906 до 1994 г.
Името „Коп“ идва от битката при Спайън Коп, която се води по време на Англо-Бурската война (около 1900 г.), където е избит един от батальоните от град Ливърпул.
Преди да бъде разрушена през 1994 г., Коп побира 30 000 души.